# Liste der kaiserlichen Generale der Frühen Neuzeit/D
Legende: * geboren | ~ getauft | † gestorben | ⚔ gefallen | Zu den Rangbezeichnungen siehe auch Generalsränge auf der Startseite.
- Johann Rudolf von Dachselhofer

* 1691   † 19. April 1756. Laufbahn: 2. Februar 1734 Generalfeldwachtmeister
- Damian Kasimir Cämmerer von Worms, Freiherr von Dalberg

* 11. November 1675   † 18. Aug. 1717 (verwundet in Belgrad 16. August). Laufbahn: 22. Mai 1716 Generalfeldwachtmeister
- Franz Anton Cämmerer von Worms, Freiherr von Dalberg

* 16. Oktober 1669   † 27. Februar 1725. Laufbahn: würzburgischer Feldmarschalleutnant; 4. April  1711 kaiserlicher Generalfeldwachtmeister
- Vincenz Freiherr Dall’Aglio von Frankenfels

* 1742   † 13. (2.?) 2.1815. Laufbahn: 6. September 1796 Generalmajor, 6. März 1800 im Ruhestand, 3. Januar 1801 Feldmarschalleutnant-Charakter
- Don Sebastian Dalmau y Oller

~ 29. November 1682   † 2. August 1762. Laufbahn: 28. Mai 1727 Generalfeldwachtmeister, 22. Januar 1753 Feldmarschalleutnant
- Franz von Dalquen (D’Alquen)

† 13. Mai 1810. Laufbahn: 1. September 1807 mit Rang vom 14. Januar 1803 Generalmajor (Charakter) und im Ruhestand
- Johann von Dalwig

† 28. April  1810. Laufbahn: 2. August 1807 Generalmajor (Charakter) und im Ruhestand
- Freiherr Johann Dambrowkka von Jaschin

† 18. Februar 1784. Laufbahn: 22. Juni 1779 mit Rang vom 14. Juni 1779 Generalmajor
- Wolfgang Sigmund Freiherr von Damnitz

* 1685   † 21. September 1755. Laufbahn: 24. Januar 1734 Generalfeldwachtmeister, 18. September 1737 Feldmarschalleutnant, 1. Juli 1745 Feldzeugmeister, 2. Juli 1754 Feldmarschall
- Heinrich Duval Graf von Dampierre

* 1580   ⚔  vor Pressburg 9. Oktober 1620. Laufbahn: 1616 General-Kommandant zu Roß und Fuß, 11. April  1620 Generalfeldwachtmeister
- Franz von Danese

† 9. März 1844. Laufbahn: 27. November 1813 Generalmajor, 16. Oktober 1817 im Ruhestand
- Ludwig Daniel von Vargyas

† 19. Januar 1810. Laufbahn: 5. Juli 1801 mit Rang vom 21. Juni 1801 Generalmajor
- Franz de Paula Joseph Graf und Herr von und zu Daun

* 2. April 1727   † 18. April 1785. Laufbahn: 5. Februar 1766 mit Rang vom 10. Januar 1760 Generalfeldwachtmeister, 25. April 1775 mit Rang vom 14. November 1767 Feldmarschalleutnant
- Leopold Joseph Maria Graf von Daun, Fürst von Teano, Marchese di Rivola,

* 24. September 1705   † 5. Februar 1766. Laufbahn: 1. März 1734 Generalfeldwachtmeister, 18. März 1739 Feldmarschalleutnant, 5. Juli 1745 Feldzeugmeister, 7. Juli 1754 Feldmarschall
- Heinrich Dietrich Martin Joseph Graf und Herr von und zu Daun

* 1. September 1678   † 31. Januar 1761. Laufbahn: 24. Mai 1708 Generalfeldwachtmeister, 28. Mai 1716 Feldmarschalleutnant, 26. Oktober 1723 Feldzeugmeister, 16. März 1741 Feldmarschall
- Heinrich Reichard Laurentius Graf und Herr von und zu Daun

* 14. April  1673   † 13. Juli 1729. Laufbahn: 1. April  1709 mit Rang vom 22. Juni 1709 Generalfeldwachtmeister, 15. Mai 1723 Feldmarschalleutnant, 11. Dezember 1726 Feldzeugmeister
- Johann Benedikt Bernhard Graf und Herr von und zu Daun

* 8. Dezember 1700   † 6. September 1766. Laufbahn: 3. Juli 1745 Generalfeldwachtmeister, 1754 mit Rang vom 8. August 1752 Feldmarschalleutnant, 2. Februar 1758 General der Kavallerie
- Wilhelm Johann Anton Graf und Herr von und zu Daun

* 1621   † 7./9. Juni 1706. Laufbahn: 8. Juli 1681 Generalfeldwachtmeister, 2. Dezember 1683 Feldmarschalleutnant, 20. Februar 1689 Feldzeugmeister, 30. Dezember 1694 Feldmarschall
- Wirich Philipp Lorenz Graf und Herr von und zu Daun, Fürst von Teano, Marchese di Rivola

* 19. Oktober 1669   † 30. Juli 1741. Laufbahn: 30. September 1701 Generalfeldwachtmeister, 18. Mai 1704 Feldmarschalleutnant, 2. April  1706 Feldzeugmeister, 25. November 1707 mit Rang vom 12. Januar 1708 Feldmarschall
- Philipp Mathias Franz Marchese Davia

*?   †?. Laufbahn: 12. Dezember 1741 Generalfeldwachtmeister, 1754 mit Rang vom 11. Juli 1752 Feldmarschalleutnant
- Paul Freiherr von Davidovich

* 1737   † 18. Februar 1814. Laufbahn: 16. Januar 1790 mit Rang vom 8. Dezember 1789 Generalmajor, 4. März 1796 mit Rang vom 30. Juni 1795 Feldmarschalleutnant, Mai 1807 Feldzeugmeister
- Franz Peter Ignaz Freiherr von De Baut

* 22. Juli 1745   † 17. Februar 1816. Laufbahn: 2. April  1807 mit Rang vom 30. März 1805 Generalmajor (Charakter) und im Ruhestand
- Albert De Best

† 28. November 1820. Laufbahn: 17. Juni 1809 Generalmajor
- Alexander Anton Freiherr von De Fin

* 11./12. Juni 1676   † 23. Juli 1756. Laufbahn: 26. Juli 1741 Generalfeldwachtmeister, 7. Juli 1745 Feldmarschalleutnant, 12. Juni 1754 mit Rang vom 4. Dezember 1748 General der Kavallerie
- Maximilian Freiherr von De Fin

*?   †?. Laufbahn: 1. Mai 1773 mit Rang vom 3. August 1770 Generalmajor
- De Laing

*?   †?. Laufbahn: 22. Mai 1760 mit Rang vom 27. April  1758 Generalfeldwachtmeister
- Paul Déak de Mihály

† 1707. Laufbahn: 5. April  1706 Generalfeldwachtmeister
- Joseph von Dedovich,

* 1752   † 4. Dezember 1827. Laufbahn: 2. Oktober 1799 mit Rang vom 30. November 1799 Generalmajor, 1. September 1807 Feldmarschalleutnant
- Martin von Dedovich

* 1756   † 9. Oktober 1822. Laufbahn: 22. Juli 1809 Generalmajor, 8. März 1814 Feldmarschalleutnant
- Bernhard Freiherr von Degelmann

† 29. Oktober 1822. Laufbahn: 1. Mai 1802 mit Rang vom 27. April  1802 Generalmajor (Charakter) ehrenhalber
- Friedrich Christoph von Degenfeld-Schonburg

* 30. Juni 1769   † 9. Februar 1848. Laufbahn: 31. März 1814 Generalmajor-Charakter, 11. März 1819 im Ruhestand
- Alexander Marchese dal Borro, Freiherr von Münichhoff[1]

* 25. April  1600   ⚔ vor Korfu 2. Dezember 1656. Laufbahn: 2. Mai 1640 Generalfeldwachtmeister, 6. Mai 1643 Feldzeugmeister, 15. Februar 1649 Feldmarschall; 4. Juni 1643 toskan. Feldmarschall, 1646 spanischer Feldmarschall, 1656 venezianischer General
- Franz Christoph Graf Delisimonovich von Radoičić und Kostanjevac

* …   † … Laufbahn: 6. August 1710 Generalfeldwachtmeister
- Johann Franz von Delmotte

* 10. November 1760   † 17. November 1814. Laufbahn: 23. Juni 1808 mit Rang vom 8. September 1805 Generalmajor, 27. April  1813 Feldmarschalleutnant
- Johann Freiherr von Dembovszky

* 1773   † 23. Juli 1822. Laufbahn: 1810 französischer Brigadegeneral; 1815 k.k. Generalmajor und im Ruhestand
- Martin Joseph von Derichs

† 27. April  1807. Laufbahn: 30. März 1806 mit Rang vom 26. Februar 1804 Generalmajor Charakter und im Ruhestand
- Baron Des Feignyes

† 1749?. Laufbahn: 1. November 1723 Generalfeldwachtmeister, 17. November 1733 Feldmarschalleutnant
- Theodor Franz Graf Des Pilliers

*?   †?. Laufbahn: 14. Juni 1723 Generalfeldwachtmeister
- Nikolaus Graf von Desfours, Freiherr zu Mont und Athienville

* 1590   † 5. Dezember 1661. Laufbahn: 19. Januar 1632 Generalfeldwachtmeister, Feldmarschalleutnant?
- Franz Wenzel Mathias Graf von Desfours zu Mont und Athienville

* 1731   † 15. November 1809. Laufbahn: 10. April  1783 mit Rang vom 6. März 1783 Generalmajor
- Albrecht Maximilian Graf von Desfours, Freiherr zu Mont und Athienville[2]

* 3. August 1629   † 15. Januar 1683. Laufbahn: 13. Dezember 1679 Generalfeldwachtmeister (Titel)
- Emmerich Freiherr Dessewffy von Csernek und Tarkeö

† 1739. Laufbahn: 2. September 1735 Generalfeldwachtmeister
- Joseph Graf Dessewffy von Csernek und Tarkeö

† 29. Juni 1768. Laufbahn: 13. Februar 1744 Generalfeldwachtmeister, 1754 mit Rang vom 31. Juli 1752 Feldmarschalleutnant
- Stefan Freiherr Dessewffy von Csernek und Tarkeö

* um 1667   † 1742. Laufbahn: 2. Oktober 1723 Generalfeldwachtmeister, 2. November 1733 Feldmarschalleutnant
- Don Emanuel Desvalls y de Vergós, Marqués de Poal

* 7. Mai 1674   † 15. Juli 1774/5. Laufbahn: 23. Oktober 1733 Feldmarschalleutnant
- Johann von Devchich

† 10. Januar 1808. Laufbahn: 1. September 1805 mit Rang vom 21. März 1805 Generalmajor
- Johann Jakob Devenish d’Athlone

† 1745?. Laufbahn: 19. Juni 1720 Generalfeldwachtmeister, 31. Oktober 1733 Feldmarschalleutnant
- Joseph von Dichtler

*?   †?. Laufbahn: 1. Mai 1773 mit Rang vom 16. Oktober 1770 Generalmajor
- Philipp Reichsritter und Edler von Dickweiller

† 3. Dezember 1765. Laufbahn: 19. März 1741 Generalfeldwachtmeister, 1754 mit Rang vom 11. Juli 1752 Feldmarschalleutnant
- Hartmann Ernst Freiherr von Diemar

* 24. Juni 1682   † 16. Juli 1754. Laufbahn: hessen-kasselscher und schwedischer Generalleutnant; Juli 1732 kaiserlicher Feldmarschalleutnant, 22. März 1741 General der Kavallerie, 11. Oktober 1745 Feldmarschall
- Karl Freiherr von Diemar

† 19. Februar 1824. Laufbahn: 26. Juli 1813 Generalmajor
- Peter Freiherr von Dienersberg

* 24. März 1746   † 21. Juli 1819. Laufbahn: 29. Oktober 1800 mit Rang vom 6. Dezember 1800 Generalmajor, 18. Februar 1809 Feldmarschalleutnant, 10. Dezember 1809 im Ruhestand
- Franz Romain Freiherr von Diesbach

† 15. Januar 1738. Laufbahn: 27. April  1708 Generalfeldwachtmeister, 21. Mai 1716 Feldmarschalleutnant
- Johann Friedrich Graf von Diesbach, Fürst von St. Agatha[3]

* 7. Mai 1677   † 22. August 1751. Laufbahn: niederländischer Brigadier; 28. April  1714 kaiserlicher Generalfeldwachtmeister, 6. Oktober 1723 Feldmarschalleutnant, 28. April  1744 Feldzeugmeister
- Philipp Joseph Heinrich Graf von Diesbach

* 1742   † 17. Dezember 1805. Laufbahn: 16. Januar 1790 mit Rang vom 11. Dezember 1789 Generalmajor
- Friedrich Freiherr von Dieskau

† 2. Januar 1792. Laufbahn: 13. September 1789 mit Rang vom 23. August 1789 Generalmajor
- Franz Freiherr von Dietrich

† 22. Dezember 1798. Laufbahn: (1. März) 1797 mit Rang vom 29. März 1797 Generalmajor
- Anton Dietrich von Adelsfels

† Juni 1765. Laufbahn: 2. Januar 1763 mit Rang vom 26. Mai 1760 Generalfeldwachtmeister
- Leopold Freiherr Dietrich von Adelsfels

† 24. Dezember 1829. Laufbahn: 6. September  (3.?) 1800 mit Rang vom 6. April  1800 Generalmajor
- Franz Anton Graf von Dietrichstein

* nach 1666   † 12. Februar 1702. Laufbahn: 28. Januar 1700 Generalfeldwachtmeister
- Franz Seraph Joseph Johann Nepomuk Fürst von Dietrichstein, Graf von Proskau und Leslie

* 28. April  1767   † 8. Juli 1854. Laufbahn: 28. Dezember 1796 Generalmajor, 1801 quittiert
- Johann Balthasar Graf von Dietrichstein

⚔  vor Regensburg 4. Juni 1634. Laufbahn: 15. März 1634 Generalfeldwachtmeister
- Karl Joseph Graf von Dietrichstein

* 17. Juli 1663   † 29. September 1693. Laufbahn: 13. August 1692 Generalfeldwachtmeister
- Philipp Seyfried Graf von Dietrichstein

† ermordet 2. September 1715. Laufbahn: 22. Mai 1713 Generalfeldwachtmeister
- Franz von Diettmann,

† 22. Juli 1810. Laufbahn: Okt. 1793 mit Rang vom 5. Oktober 1791 Generalmajor, 21. November 1800 mit Rang vom 27. November 1800 Feldmarschalleutnant, Februar 1801 im Ruhestand
- Franz Ferdinand Freiherr Dillherr von Althen

* (um 1. Juli) 1663   † 17. Mai 1744. Laufbahn: 6. Juni 1716 Generalfeldwachtmeister
- Paul Freiherr Dimich von Papilla

* 1721/22   † 28. August 1802. Laufbahn: 10. April  1783 mit Rang vom 8. Februar 1783 Generalmajor, 1790 im Ruhestand
- Giulio Diodati

* 27. Juni 1594   ⚔ vor Mainz 1635. Laufbahn: 16. Juni 1634 Generalfeldwachtmeister
- Johann Baptist Freiherr von Dippendael

*?   † ?. Laufbahn: 27. November 1683 Generalfeldwachtmeister, 5. Januar 1688 Feldmarschalleutnant
- Anton Divéky von Divék

† 25. Februar 1827 (27. Dezember 1821?). Laufbahn: 31. Oktober 1813 Charakter als Generalmajor und im Ruhestand
- Dobrziniecky

*?   †?. Laufbahn: 27. Januar 1746 Generalfeldwachtmeister
- Johann Döller de Sor,

† 8. Mai 1810. Laufbahn: 17. März 1797 mit Rang vom 8. Mai 1797 Generalmajor, April 1801 im Ruhestand, 6. Dezember 1801 mit Rang vom 2. Dezember 1801 Feldmarschalleutnant
- Karl Franz Graf von Dombasle, Baron du Houx

* 1704   † 30. Dezember 1775. Laufbahn: 29. Dezember 1751 Generalfeldwachtmeister, 22. Januar 1758 mit Rang vom 16. April  1756 Feldmarschalleutnant
- Karl Friedrich Ludwig Graf von Dönhoff

* 10. Februar 1724   ⚔  19. (29.?) 6.1778. Laufbahn: 19. Januar 1771 mit Rang vom 5. Februar 1765 Generalmajor
- Daniel Wolff von Dopff

* um 1655   † 15. April 1718. Laufbahn: niederländischer General der Kavallerie; 28. Januar 1701 mit Rang vom 20. März 1703 kaiserlicher Feldmarschalleutnant
- Nikolaus Doxat von Morez de Démoret[4]

* 3. November 1682   † hingerichtet 20. März 1738. Laufbahn: 30. November 1733 Generalfeldwachtmeister, 14. September 1737 Feldmarschalleutnant
- Carl Reinhard Freiherr von Drachsdorff,

* um 1695   † 1770. Laufbahn: würzburg. Generalmajor; 28. Juli 1757 kaiserlicher Feldmarschalleutnant
- Johann Georg Adam Freiherr Drahotuš von Trautitzsch[5]

* um 1590   † 26. Januar 1654. Laufbahn: 24. März 1640 Generalfeldwachtmeister, Oktober 1645 (?) Feldmarschalleutnant
- Kaspar Freiherr Drais von Sauerbrunn

* 1715   † 1. Juli 1769. Laufbahn: 8. März 1769 mit Rang vom 31. Januar 1759 Generalfeldwachtmeister
- Samuel Dráskóczy von Dráskócz und Dolina

† 14./18. März 1801. Laufbahn: 13. September 1789 mit Rang vom 29. August 1789 Generalmajor
- Adam Franz Anton Graf Draskovich von Trakostyan

* 1673   † 2. September 1749. Laufbahn: 17. Januar 1709 mit Rang vom 26. April  1708 Generalfeldwachtmeister, 20. Mai 1717 Feldmarschalleutnant
- Johann Graf Draskovich von Trakostyan

* 1669   † 4. Januar 1733. Laufbahn: 2. April  1705 Generalfeldwachtmeister (Titel), 30. Mai 1708 Generalfeldwachtmeister, 28. Mai 1717 Feldmarschalleutnant
- Joseph Kasimir Graf Draskovich von Trakostyan

* 4. März 1714   † 9. November 1765. Laufbahn: 8. Mai 1753 Generalfeldwachtmeister, 10. Februar 1758 Feldmarschalleutnant, 28. Februar 1763 Feldzeugmeister
- Anton Johann Friedrich Freiherr von Drechsel

* 1. November 1752   † 28. April  1817. Laufbahn: 26. April  1809 Generalmajor, 27. Februar 1814 Feldmarschalleutnant, 1814 im Ruhestand
- Damian Joseph Freiherr von Drechsel

* 28. Juli 1718   † 14. Februar 1791. Laufbahn: 19. Januar 1771 mit Rang vom 13. November 1761 Generalmajor, 10. April  1778 mit Rang vom 20. Januar 1778 Feldmarschalleutnant
- Franz Graf von Dufort

*?   †?. Laufbahn: 18. März 1735 Generalfeldwachtmeister
- Ludwig Benedikt Du Hamel de Querlonde (Benoît-Claude du Hamel de Querlonde)

* 11. April 1721 † 18. Februar 1808. Laufbahn: 26. November 1777 mit Rang vom 25. November 1770 (?) Generalmajor, 3. Februar 1790 mit Rang vom 5. April  1789 Feldmarschalleutnant, 1801 im Ruhestand
- Alexander Du Mesnil

*?   †?. Laufbahn: 3. Dezember 1765 mit Rang vom 3. Dezember 1764 Generalfeldwachtmeister
- Simon Du Mesnil

† 1735?. Laufbahn: 30. Dezember 1733 Generalfeldwachtmeister
- Peter Freiherr Duka von Kadár

* 1756   † 29. Dezember 1822. Laufbahn: 14. Mai 1800 mit Rang vom 31. Mai 1798 Generalmajor, 3. Januar 1801 mit Rang vom 14. Januar 1801 Feldmarschalleutnant, 2. September 1813 Feldzeugmeister
- Georg von Duka

† 5. August 1808. Laufbahn: 1. September 1805 mit Rang vom 8. Januar 1803 Generalmajor
- Johann Konrad Heinrich Graf von Dünewald

* 21. Februar 1617/18   † 31. August 1691. Laufbahn: 28. August 1674 Generalfeldwachtmeister, 3. Juli 1682 Feldmarschalleutnant, 11. Juni 1685 General der Kavallerie, 31. März 1688 Feldmarschall
- Karl Ludwig Johann Freiherr von Dungern

* 14. November 1691   † 19. Juni 1763. Laufbahn: 6. August 1739 Generalfeldwachtmeister, 1. Juli 1745 Feldmarschalleutnant, 12. Juni 1754 mit Rang vom 1. Dezember 1748 Feldzeugmeister
- Don Pablo Durán

† 1734?. Laufbahn: 28. November 1733 Generalfeldwachtmeister
- Johann Samuel von Dürr

*?   †?. Laufbahn: 20. März 1735 Generalfeldwachtmeister